# Mesochorus vittator
Mesochorus vittator là một loài tò vò trong họ Ichneumonidae.